# Pont Pla
Le pont Pla est un pont d'Andorre enjambant la Valira d'Orient situé à la frontière entre les paroisses d'Andorre-la-Vieille et d'Escaldes-Engordany dont l'existence est documentée depuis 1717. Il s'agit d'un pont en maçonnerie d'une longueur de 11,80 mètres et d'une largeur de 2,50 mètres.
Le pont est constitué d'une seule arche et ses fondations reposent sur de la roche des deux côtés. Sa chaussée est pavée et il existe un garde-corps de part et d'autre.
Le pont Pla est classé monument d'intérêt culturel depuis le 16 juillet 2003.